# Desembarco de la bahía de Jacquinot
El desembarco de la bahía de Jacquinot fue una operación anfibia aliada llevado a cabo el 4 de noviembre de 1944 durante la Campaña de Nueva Bretaña de la Segunda Guerra Mundial. El desembarco se llevó a cabo como parte de un cambio en las divisiones de las operaciones aliadas en Nueva Bretaña con la 5.ª División Australiana, bajo el mando del general de división Alan Ramsay, tomando el relevo de la 40.ª División de Infantería de los Estados Unidos, que era necesaria para las operaciones en las Filipinas. El objetivo de la operación era establecer una base logística en la bahía de Jacquinot, una bahía en la costa sur de Nueva Bretaña para apoyar las operaciones previstas de la 5.ª División, cerca de la principal guarnición japonesa en Rabaul.
Como parte de la primera etapa que permitía asumir el control a Australia, la 6.ª Brigada de Raymond Sandover fue dirigida a asegurar el área de la bahía de Jacquinot. Si bien se creía que la región estaba indefensa, el desembarco inicial se llevó a cabo por una fuerza lista para el combate formada por el 14.º/32.º Batallón reforzado por buques de guerra y con aeronaves en espera. Como era de esperar, no hubo oposición al desembarco el 4 de noviembre y el trabajo pronto comenzó en las instalaciones logísticas.
Una vez que la base se estableció en la bahía de Jacquinot se utilizó para apoyar operaciones de Australia cerca de Rabaul que se realizaron a principios de 1945, en relación con los avances en el frente norte de Nueva Bretaña. La campaña efectivamente tenía como objetivo funcionar de contención a las fuerzas del Japón, rodeadas, mientras los aliados llevaban a cabo otras operaciones en otros lugares de la isla, como Wide Bay.

## Antecedentes
Durante diciembre de 1943 y principios de 1944, las unidades del Ejército de los Estados Unidos y del Cuerpo de Marines de los Estados Unidos desembarcaron en el oeste de Nueva Bretaña con el objetivo de asegurar el área para que no pudiera ser usada para lanzar ataques contra el flanco de la principal ofensiva aliada a lo largo de la costa norte de Nueva Guinea. Las fuerzas americanas derrotaron a la guarnición japonesa de Nueva Bretaña occidental durante la batalla de Arawe, la batalla del Cabo Gloucester y la batalla de Talasea. A finales de abril de 1944, la 40.ª División de Infantería del Ejército de los Estados Unidos asumió la responsabilidad de guarnecer las posiciones aliadas en Nueva Bretaña. La división posteriormente mantuvo posiciones alrededor de Talasea a cabo Hoskins, Arawe y cabo Gloucester y no condujo operaciones ofensivas contra las fuerzas japonesas en el este de la isla. Como resultado, los combates en Nueva Bretaña se convirtieron en lo que Peter Dennis llamó una "tregua tácita", con las tropas estadounidenses y japonesas separadas por una "tierra de nadie", en la que las tropas nativas lideradas por la Oficina de Inteligencia Aliada de Australia (AIB) llevó a cabo una campaña de guerrilla a pequeña escala.

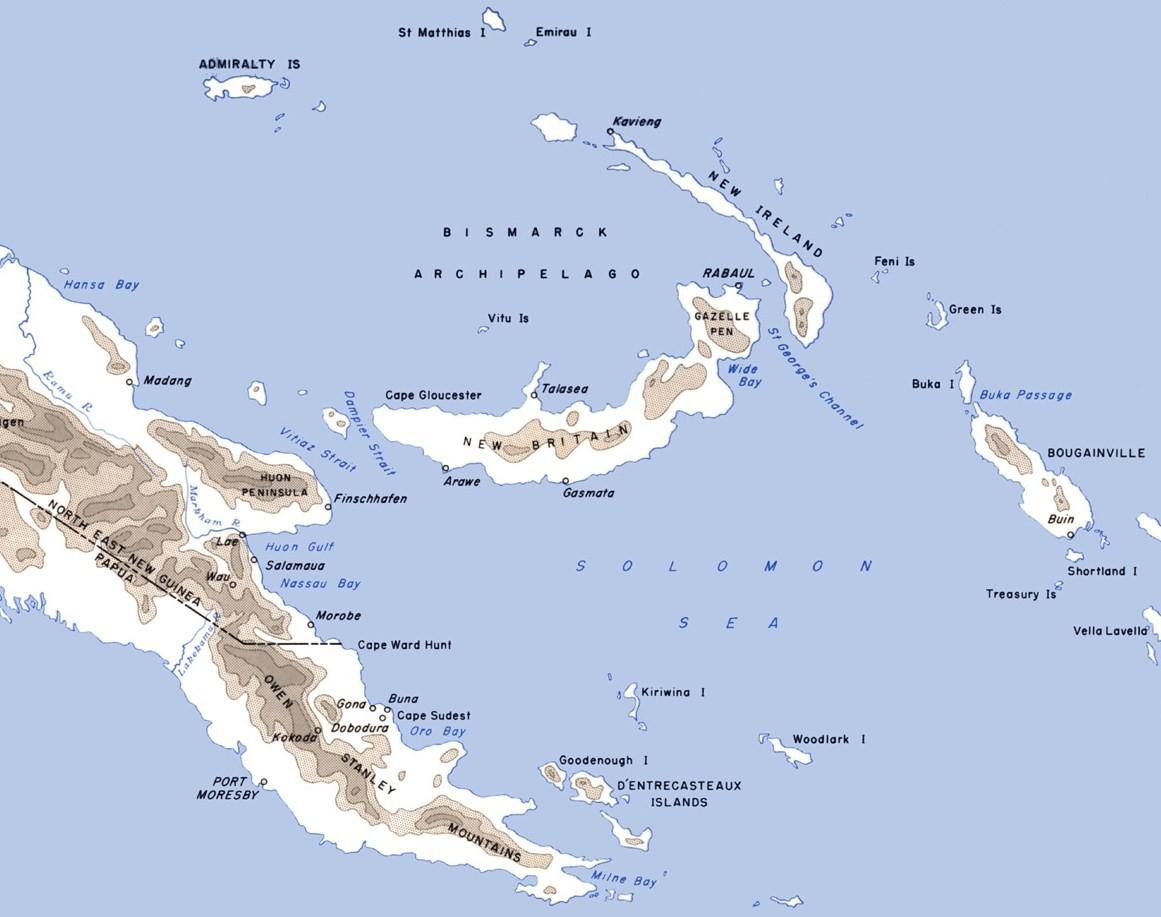
Mapa representando el este de Nueva Guinea y Nueva Bretaña, 1944.

A mediados de 1944, el gobierno australiano aceptó asumir la responsabilidad de las operaciones militares en las Islas Salomón del norte y en la Nueva Guinea australiana, incluyendo Nueva Bretaña. La 5.ª División del Ejército Australiano, bajo el mando del general Alan Ramsay, fue seleccionada para substituir a la 40.ª División de Infantería en agosto, con la unidad dispuesta a asumir la responsabilidad de la isla el 1 de noviembre. En lugar de mantener las bases estadounidenses en el oeste de Nueva Bretaña, los australianos planeaban operar más cerca de las fuerzas japonesas que estaban situadas alrededor de la península de Gazelle en el noreste de la isla. En el momento de la toma de posesión australiana, la inteligencia aliada estimó que las fuerzas japonesas en Nueva Bretaña ascendían a 38.000 individuos, pero en realidad el número de japoneses ascendía a 93.000 en toda la isla, formando parte del Octavo Ejército Regional del general Hitoshi Imamura. El personal japonés se enfocaba en subsistir, cultivando arroz y hortalizas para complementar los limitados suministros que llegaban a la región. Los elementos japoneses de apoyo eran limitados, con solo dos aviones capaces de actuar y ningún buque, excepto 150 barcazas, que podían transportar hasta 90 personas o 15 toneladas de víveres.
A partir de abril de 1944, pequeños puestos de observación japoneses se mantenían en pie a lo largo de la costa sur de Nueva Bretaña hasta el extremo oeste de la aldea de Awul, cerca del cabo Dampier (aproximadamente a 160 km al este de Arawe). Una fuerza más grande fue colocada también en la bahía de Henry Reid en la zona de Wide Bay al sur de la fuerza principal estacionada alrededor de Rabaul. Durante ese mes, la fuerza de la AIB responsable de la costa del sur de Nueva Bretaña fue ordenada a destruir todos los puestos avanzados japoneses al oeste de la bahía de Henry Reid. Esta unidad comprendía aproximadamente 140 soldados nativos encabezados por cinco oficiales australianos y diez suboficiales.
Las operaciones contra los puestos de observación japoneses comenzaron en junio. El quinto del mes, una patrulla de tropas estadounidenses atacó la posición en Awul, haciendo que su guarnición retrocediera hacia el centro de la isla. Otros ataques de la fuerza de la AIB siguieron y, a principios de septiembre, todos los puestos de observación japoneses al oeste de Wide Bay habían sido destruidos. Las tropas japonesas llevaron a cabo represalias en pequeña escala contra la población nativa del interior de Wide Bay, y los oficiales de la AIB intentaron persuadir a la población de esta área para moverse hacia el interior antes de que se conducieran represalias más severas.
Durante las operaciones a lo largo de la costa sur de Nueva Bretaña, los oficiales de la AIB trataron de desalentar a los japoneses de psoicionarse al oeste del área de la Wide Bay, circulando rumores entre la población local que una gran base australiana había sido establecida en la bahía de Jacquinot. En realidad, tal base no existía en este momento. La fuerza de la AIB continuó haciendo ataques de guerrilla en posiciones japonesas hasta principios de octubre, cuando se ordenó cesar operaciones ofensivas y concentrarse en la reunión de inteligencia antes del desembarco de la infantería australiana y de las unidades de ayuda en la bahía de Jacquinot. Las operaciones de la AIB de junio a octubre fueron ayudadas por ataques aéreos ocasionales y bombardeos navales conducidos por fuerzas aéreas y navales aliadas.

## Preparativos
Para apoyar las operaciones ofensivas planeadas para la 5.ª División, el alto mando australiano en el área de Nueva Guinea, la Fuerza de Nueva Guinea, determinó que necesitaba establecerse una base logística más cerca de Rabaul que las utilizadas por las fuerzas del Ejército de Estados Unidos en Nueva Bretaña. En una conferencia celebrada el 24 de agosto en la que participaron los comandantes de la Fuerza de Nueva Guinea y la 5.ª División, se decidió investigar si el área de Talasea-Hoskins en la costa norte de Nueva Bretaña y la zona de la bahía de Jacquinot en la costa sur de la isla podría acomodar bases para la 5.ª División.

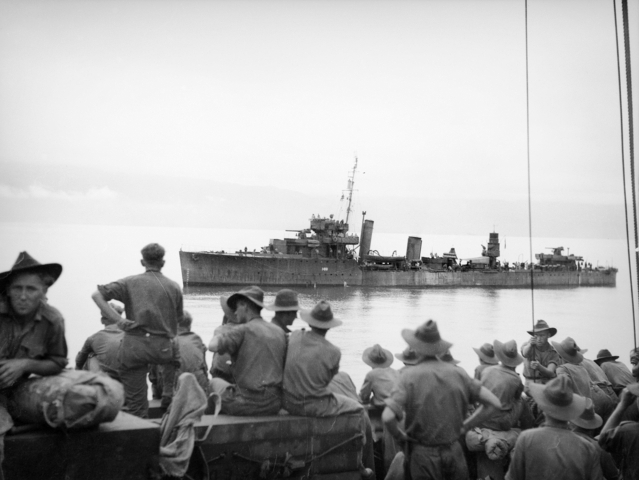
Soldados australianos en el HMAS Vendetta el mismo día del desembarco.

El 5 de septiembre, un grupo de 105 miembros de la 5ª División desembarcó en la bahía de Jacquinot desde la corbeta HMAS Kiama, con la ayda de la Fuerza de Nueva Guinea y la Real Fuerza Aérea Australiana (RAAF). Los soldados investigaron el área durante dos días, ayudados por personal de la AIB, mientras que el Kiama examinó la bahía. Se concluyó que la región era conveniente para una base pues la bahía podía acomodar hasta seis barcos de clase Liberty y podría cosntruirse una pista de aterrizaje cerca. El grupo que visitó el área de Talasea-Hoskins (que ya albergaba una base estadounidense) hizo un informe menos favorable. La Unidad Especial M también informó de que no había personal japonés en la zona de la bahía de Jacquinot. El 15 de septiembre, el comandante de las fuerzas de combate del ejército australiano, el general Thomas Blamey, aprobó una propuesta para establecer una base en la bahía de Jacquinot. También acordó que dos batallones de la 6.ª Brigada fueran desembarcados en la bahía de Jacquinot, con el tercer batallón de la formación siendo enviado a Talasea-Hoskins.
En ese momento la 6.ª Brigada -que consistía en el 19.º, 36.º y 14.º/32.º Batallón- estaba dirigida por el brigadier Raymond Sandover. Al ser una formación de reserva, no había visto previamente combate en conjunto, aunque uno de sus batallones de infantería, el 36.º, había luchado en la batalla de Buna-Gona a finales 1942 y principios de 1943. Sin embargo, Sandover y sus tres comandantes de batallón eran todos veteranos de la Fuerza Imperial Australiana que habían participado en la lucha contra los alemanes y los italianos en el norte de África, Grecia y Siria durante 1941 y 1942. El 36.º batallón fue enviado al cabo Hoskins a principios de octubre, y relevó a un batallón del 158.º Regimiento de Infantería de los EE. UU.
La RAAF llevó a cabo tres ataques contra Rabaul como parte de los preparativos para el desembarco en la bahía de Jacquinot. En la noche del 26 de octubre, una fuerza de 18 bombarderos ligeros Bristol Beaufort extraídos de los escuadrones n.º 6, n.º 8 y n.º 100 atacaron depósitos de víveres y posiciones antiaéreas japonesas en Rabaul. Sin embargo, los resultados de esta misión no estaban claros. La próxima incursión de los tres escuadrones fue llevada a cabo contra depósitos de víveres al norte de Rabaul en la noche del 27 de octubre, y la mayoría de las bombas que fueron lanzadas aterrizaron en el área del objetivo. La tercera incursión tuvo lugar el 29 de octubre, e involucró 20 Beaufort de los tres escuadrones que bombardeaban almacenes a la parte oeste de Rabaul.

## Desembarco
Mientras las patrullas de la AIB continuaban informando que no había tropas japonesas en el área de la bahía de Jacquinot, el mando australiano decidió que se realizaría allí un desembarco llevado a cabo por una fuerza preparada para el combate protegida por buques navales. Se tenía en mente tanto una precaución contra una ofensiva japonesa repentina como que sería una experiencia útil para las unidades involucradas. El desembarco fue designado Operación Battleaxe.
La fuerza inicial de la operación de desembarco en la bahía de Jacquinot abarcó el 14.º/32.º grupo del batallón, compañía "B" del 1.er Batallón de Infantería de Nueva Guinea, y una partida avanzada de la 5.ª Base Subárea. Las tropas de combate y el personal de base se embarcaron en el transporte Cape Alexander en Lae el 2 de noviembre. El transporte navegó esa tarde bajo la escolta de tres buques de guerra de la Royal Australian Navy: el destructor HMAS Vendetta, la fragata HMAS Barcoo y el velero HMAS Swan. Las otras fuerzas australianas implicadas en el desembarco fueron el transporte Frances Peat que fue escoltado por la lancha de motor RAN ML 827 y el remolcador HMAS Tancred que remolcó una barcaza de taller a Jacquinot Bay bajo la escolta del ML 802. Además, la compañía "B" del 594.º Regimiento de Ingenieros Navales del Ejército de los Estados Unidos fue introducido en la fuerza. Esta unidad fue equipada con la lancha de desembarco y navegó hasta la bahía de Jacquinot con el Tancred. El 14.º/32.º Batallón se había formado en el estado de Victoria en 1942, y todavía estaba compuesto principalmente de soldados de este lugar.

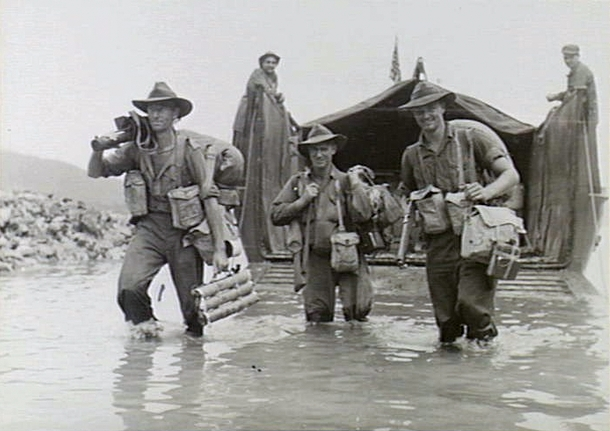
Soldados del 14.º/32.º Batallón desembarcando de una lancha estadounidense, 4 de noviembre de 1944.

Un número de operativos de la RAAF también estuvo disponible para apoyar el desembarco. El plan de la operación especificaba que, de ser necesario, el 6.º Escuadrón, reforzado con los Beaufort de los escuadrones n.º 8 y n.º 100, atacaría la zona de desembarco antes de las 6 de la mañana del 4 de noviembre. Otros dos Beaufort también podrían observar cualquier bombardeo realizado por los buques de guerra. Antes del desembarco, el ataque aéreo fue cancelado por el oficial de la RAAF conectado con a la fuerza de desembarco para coordinar el apoyo aéreo, ya que no se esperaba ninguna oposición.
El Cape Alexander y sus acompañantes llegaron a la bahía de Jacquinot a las 6:35 a. m. del 4 de noviembre, y se unieron a los otros barcos aliados poco después. Mientras que el viaje desde Lae había transcurrido sin incidentes, el diario de campaña del 14º/32º Batallón registra que el alojamiento de la unidad a bordo del transporte era "muy pobre" ya que era "muy estrecho, sucio y húmedo" y las instalaciones sanitarias eran en gran medida insuficientes.
El desembarco del batallón 14.º/32.ºcomenzó a las 9:30 a. m., con la Compañía "A" encaezando la primera ola. Todos los elementos del batallón habáin pisado tierra a las 11:30 a. m. No se encontró oposición, y el 14.º/32.º Batallón comenzó a establecer posiciones defensivas. Además, se ordenó al personal del batallón descargar todas las provisiones. Sandover consideró que la falta de oposición fue un golep de suerte, ya que la embarcación de desembarco que debía llevar a los soldados de los barcos a la costa llegaron tarde y percibió que la RAAF no había proporcionado el apoyo adecuado. Sin embargo, estaba satisfecho con el desempeño de su brigada durante las operaciones en Nueva Bretaña hasta ese momento, y expresó su placer de haber "casi acabado la guerra". Los 180 hombres de la 5.ª Base Subárea desembarcaron el 5 de noviembre, y comenzaron a trabajar en el establecimiento de las instalaciones de logística.
Después de cubrir la fuerza de desembarco durante dos días, el HMAS Vendetta, el Barcoo y el Swan se dirigieron a Wide Bay y bombardearon posiciones japonesas antes de salir del área de New Bretaña. Las lanchas a motor ML 802 y ML 827 permanecieron en la bahía de Jacquinot y condujeron patrullas a lo largo de la costa sur de la isla en busca de barcazas japonesas. La ML 827 encalló durante una patrulla el 17 de noviembre y se hundió tres días más tarde mientras estaba bajo remolque a una base aliada; toda su tripulación sobrevivió. Un ataque aéreo japonés atacó la zona de la bahía de Jacquinot el 23 de noviembre.
Durante los días posteriores al desembarco, las fuerzas de infantería aseguraron la zona de la bahía de Jacquinot. El personal de la AIB contaba con un puesto avanzado para advertir del acercamiento de las fuerzas japonesas, mientras que las tropas de combate patrullaban y establecían posiciones cerca de la zona de desembarco principal. El 6 de noviembre, la compañía del 1.er Batallón de infantería de Nueva Guinea fue trasladada mediante embarcaciones de desembarco a la costa norte de la bahía de Jacquinot, y posteriormente se encargó de proteger las vías que conducían a esta zona. Esta unidad posteriormente relevó a la AIB de la responsabilidad de mantener algunas de sus posiciones al este de la bahía de Jacquinot. Durante este período el 14.º/32.º Batallón permaneció cerca de la zona de desembarco, aunque una de sus compañías estableció gradualmente un puesto avanzado entre el 8 y el 12 de noviembre.

## Consecuencias

### Construcción de bases

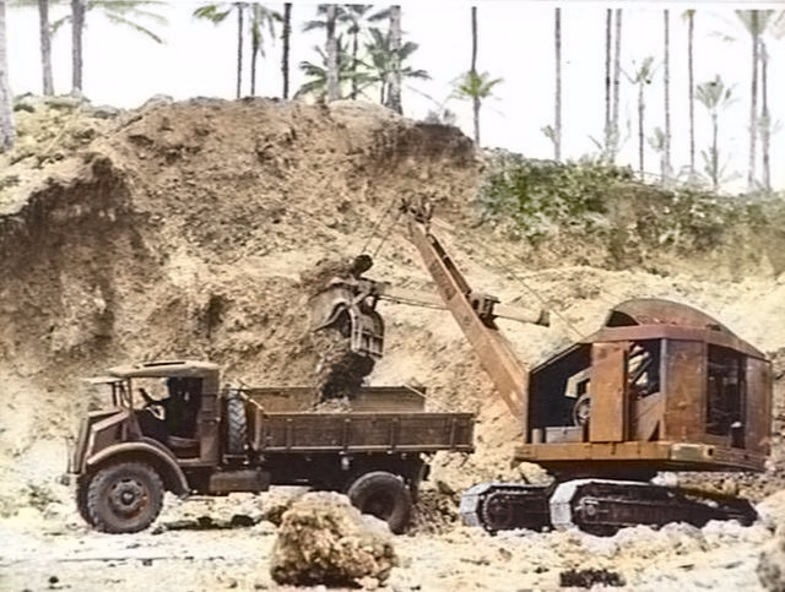
Una pala mecánica operada por la 2/3.ª Compañía de Construcción de Ferrocarriles descargando grava para ser usada para la construcción de carreteras.

El resto de la 5.ª Base Subárea llegó a la bahía de Jacquinot entre los días 11 y 12 de noviembre, acompañados por un grupo de 670 trabajadores nativos. En ese momento, el grupo de avanzada había erigido ya un embarcadero de pontones en la bahía y descargado 3.400 metros cúbicos de suministros y equipo. Las obras de construcción de la base principal comenzaron en la segunda semana después del desembarco, aunque la terminación de algunos edificios fue retrasada por la escasez de material para los ingenieros. La 2/3.ª Compañía de Construcción de Ferrocarriles reforzó las unidades logísticas el 21 de noviembre y trabajó en la construcción de carreteras. El cuartel de la 5.ª División se inauguró en la bahía de Jacquinot el 27 de noviembre.
El trabajo en las instalaciones principales en la bahía de Bay comenzó en diciembre. Estos incluirían un muelle grande, una pista de aterrizaje, edificios que serían utilizados por el 2/8.º Hospital General y almacenes. En ese momento se había decidido almacenar suficientes recursos en la bahía de Jacquinot para sostener a 13.000 soldados durante 60 días. El trabajo en la pista de aterrizaje se terminó en mayo de 1945. Dos escuadrones de aviones de combate Corsair de la Real Fuerza Aérea de Nueva Zelanda se establecieron más tarde.
La 6.ª Brigada, menos el 36.º Batallón, se introdujo gradualmente en la zona de la bahía de Jacquinot, con sus elementos finales llegando el 16 de diciembre.  Debido a la escasez de envíos y a la poca prioridad de destinar fuerzas a Nueva Bretaña, no fue hasta abril de 1945 que todos los elementos de la 5.ª División tocaron tierra en la bahía de Jacquinot.  La compañía del 594.º Regimiento de Ingenieros Navales permaneció en la bahía de Jacquinot hasta que fue substituido por la 41.ª Compañía de Naves de Desembarco australiana el 15 de febrero de 1945.

### Operaciones subsecuentes
Como la inteligencia aliada sobre los japoneses era incierta, Ramsay, que oficialmente asumía el mando de las fuerzas en Nueva Bretaña el 27 de noviembre, adoptó un enfoque cauteloso. La bahía de Jacquinot se estableció como base de operaciones y los australianos comenzaron a enviar patrullas para luchar por información y hostigar a los japoneses, con limitados avances que tuvieron lugar tanto en las costas norte y sur de la isla, empujándolos hacia el este hacia el fuerte japonés de la península de Gazelle. La AIB también continuó operando en el área, proporcionando información a la 5.ª División. Los japoneses carecían de información sobre los movimientos de las fuerzas aliadas en Nueva Bretaña, y solo se percataron del cambio de mando gracias a las emisiones de radio australianas.
El avance australiano se vio obstaculizado por la escasez de embarcaciones, aviones y comunicaciones, que limitaron las operaciones a solamente una fuerza de brigada. En enero de 1945, el 36.º Batallón fue enviado de cabo Hoskins a Ea Ea en la costa del norte de Nueva Bretaña mediante barcazas, y se comenzaron a enviar a patrullas del tamaño de una compañía. Posteriormente, en abril, se alcanzó Watu Point, en Open Bay, en la base de la península de Gazelle. Las fuerzas australianas también avanzaron a lo largo de la costa sur de la isla, y comenzaron a asegurar el área de Waitavalo-Tol a finales de febrero, con el apoyo de ingenieros, permitiendo el cruce del río Wulwut. Varios encuetnros se produjeron alrededor del monte Sugi mientras los australianos luchaban para ganar el control de varias crestas fuertemente defendidas que dominaban la bahía de Henry Reid. Las fuertes lluvias y las inundaciones obstaculizaron sus esfuerzos, pero en abril los australianos habían asegurado Wide Bay y habían encerrado efectivamente a los japoneses en la península de Gazelle, donde estuvieron contenidos hasta el resto de la campaña. Esto permitió a los aliados concentrar su atención en otros lugares, como en Borneo.

## Citas
1. ↑  Drea, 1993, pp. 16–17.
2. ↑  Hough y Crown, 1952, p. 207.
3. 1 2  Grant, 2016, p. 225.
4. 1 2 3 4 5  Dennis, 2008, p. 390.
5. ↑  Long, 1963, p. 405.
6. ↑  Long, 1963, p. 241.
7. ↑  Long, 1963, pp. 242–243.
8. ↑  Long, 1963, pp. 242–244.
9. ↑  Long, 1963, pp. 244–245.
10. ↑  Long, 1963, p. 245.
11. ↑  Long, 1963, pp. 245–246.
12. ↑  Gill, 1968, p. 490.
13. ↑  Mallett, 2007, p. 286.
14. 1 2  Long, 1963, p. 248.
15. ↑  Gill, 1968, p. 491.
16. ↑  Long, 1963, pp. 248–249.
17. ↑  Mallett, 2007, p. 287.
18. 1 2  Long, 1963, p. 249.
19. ↑  Odgers, 1968, p. 330.
20. 1 2 3 4 5 6  Long, 1963, p. 250.
21. 1 2  Gill, 1968, p. 492.
22. 1 2 3  Mallett, 2007, p. 288.
23. ↑  Byrnes, 1989, p. 132.
24. 1 2  14th/32nd Infantry Battalion, 1944, p. 104.
25. 1 2  Odgers, 1968, p. 329.
26. 1 2  14th/32nd Infantry Battalion, 1944, p. 105.
27. ↑  Gill, 1968, p. 493.
28. 1 2  Mallett, 2007, p. 289.
29. ↑  5th Division, 1945, p. 35.
30. 1 2  Mallett, 2007, p. 290.
31. ↑  Bradley, 2012, p. 408.
32. ↑  Long, 1963, p. 252.
33. ↑  Charlton, 1983, p. 95.
34. ↑  Grant, 2016, p. 226.